# Tahuantinsuyoa chipi
Tahuantinsuyoa chipi är en fiskart som beskrevs av Kullander, 1991. Tahuantinsuyoa chipi ingår i släktet Tahuantinsuyoa och familjen Cichlidae. Inga underarter finns listade i Catalogue of Life.